# Hẻm Lodares
Hẻm Lodares (Tiếng Tây Ban Nha: Pasaje de Lodares) là một con hẻm nằm ở Albacete, Tây Ban Nha. Nó được công nhận là Bien de Interés Cultural năm 1996.